# Поточняк, Ростислав Мирославович
Ростислав Мирославович Поточняк (укр. Ростислав Мирославович Поточняк; 26 января 1948, Винники, Львовская область — 26 июля 2022, Львов) — советский футболист и украинский тренер, Обладатель Кубка СССР (1969), мастер спорта СССР (1968).

## Биография

### Карьера игрока
Воспитанник львовского футбола. Первым тренером был Богдан Дмитриевич Маркевич. Выступал на позиции нападающего в молодёжной команде львовского СКА, где его заметил и в 1966 году пригласил в свою команду тренер «Карпат» Николай Дементьев. Дебютировал за клуб 12 мая 1966 года в матче против харьковского «Авангарда». Возглавивший в 1967 году львовский клуб Евгений Лемешко перевёл Поточняка в среднюю линию, а ещё через год, сменивший его на посту главного тренера Василий Васильев, столкнувшийся с кадровыми проблемами в обороне, в матче чемпионата против симферопольской «Таврии» поставил Поточняка на позицию центрального защитника. Отыгравший матч в несвойственном ему амплуа, игрок в целом со своими обязанностями справился, став с тех пор играть в обороне регулярно, выполняя функции либеро. В 1969 году Поточняк в составе «Карпат», выступавших во второй группе класса «А», стал победителем Кубка СССР. В следующем сезоне, одержав победу в первенстве первой группы класса «А», львовяне получили путёвку в высшую лигу. По итогам своего первого чемпионата в элитном дивизионе Поточняк вошёл в список лучших дебютантов сезона.
В 1972 году стал серебряным призёром молодёжного чемпионата Европы, где советская сборная уступила в финале своим сверстникам из Чехословакии. В том же году в составе олимпийской сборной СССР, совершил турне по Латинской Америке, где команда провела несколько неофициальных товарищеских поединков. 25 мая принял участие в отборочном матче Олимпиады Франция — СССР (1:3).
Имея предложения от более титулованных клубов, Поточняк предпочёл остаться во львовской команде, за которую в высшем дивизионе отыграл восемь сезонов. Чемпионат 1977 года для «Карпат» сложился неудачно, львовяне заняли предпоследнее 15 место и покинули высшую лигу.
В 1978 году Поточняк, которому к тому времени исполнилось 30 лет, принял предложение работавшего в тренерском штабе «Металлиста» Владимира Булгакова, продолжить карьеру в харьковском клубе, выступавшем во второй лиге. С первых же матчей за новую команду застолбил за собой место в основном составе, внеся вклад в завоевание командой путёвки в первую лигу. Спустя два года харьковчане вышли уже в высшую лигу. В 1983 году харьковский клуб пробился в финал Кубка СССР, где уступил донецкому «Шахтёру» 0:1. Этот сезон стал последнем в чемпионатах СССР для Поточняка, последние пять лет выводившего команду на поле с капитанской повязкой.

### Карьера тренера
В 1984—1985 годах был играющим тренером команды КФК «Нефтяник» (Долина), с которой одержал победу в чемпионате Ивано-Франковской области и принимал участие в республиканском турнире среди коллективов физкультуры.
В 1987—1988 годах работал завучем в СДЮШОР «Карпаты», а в 1989—1990 годах входил в тренерский штаб львовских «Карпат», с началом 1991 года стал главным тренером, в июле того же года у руля команды его сменил Степан Юрчишин, после чего работал с юношескими командами Львова. В конце сезона 2002/2003 был главным тренером команды второй лиги «Карпаты-3», составленной из молодых футболистов. Тренировал ветеранскую команду города.
Умер 26 июля 2022 года.

## Образование
- Львовский политехнический институт
- Львовский институт физкультуры

## Достижения
- Обладатель Кубка СССР: (1969)
- Финалист Кубка СССР: (1983)
- Победитель класса «А» (первая группа): (1970)
- Победитель Первой лиги СССР: (1981)
- Победитель Второй лиги СССР: (1978)
- Серебряный призёр молодёжного чемпионата Европы: (1972)
- Обладатель приза журнала «Смена» — «Лучшему дебютанту сезона»: (1971)